# Leopoldo Pirelli
Leopoldo Pirelli (Varese, 27 agosto 1925 – Portofino, 23 gennaio 2007) è stato un imprenditore italiano.
Figlio di Alberto Pirelli e Lodovica Zambeletti, era nipote del senatore Giovanni Battista, che fu nel 1872 fondatore del gruppo. Leopoldo Pirelli ha fatto parte per più di tre decenni della società che porta il suo nome, la Pirelli, una delle maggiori nella storia dell'industria in Italia e colosso nel settore della produzione di gomma, pneumatici e cavi elettrici.
Definito "calvinista" e strenuo difensore della privacy, appassionato di vela, ha ricoperto per anni la carica di consigliere di amministrazione in varie aziende e istituti quali Comit, RAS e Mediobanca.
Dalla moglie Giulia Ferlito ha avuto due figli, Cecilia e Alberto.

## Biografia
Nato e cresciuto nella frazione di Velate, a Varese, Pirelli si laureò a 25 anni in ingegneria meccanica al Politecnico di Milano, entrando subito a lavorare nell'azienda familiare, nella quale resterà fino al 1992 quando la guida del gruppo è passata all'ex genero Marco Tronchetti Provera. Col suo ingresso nell'azienda, Leopoldo iniziò quell'apprendistato che dovrà portarlo a prenderne le redini. Si tratta di una scelta quasi obbligata, soprattutto dopo che il fratello maggiore Giovanni, rifiutando il ruolo di erede designato, aveva abbracciato gli ideali socialisti e si era dedicato alla letteratura. Il percorso di apprendimento preparato dal padre mira ad impratichire il giovane Pirelli nelle diverse leve gestionali di un'azienda che, fondata nel 1872, attraverso un continuo processo di espansione internazionale ha assunto ormai i caratteri di un vero e proprio gruppo multinazionale, dotato di un notevole livello di diversificazione dal punto di vista delle produzioni così come in termini geografici, con il controllo di società industriali operanti in Belgio, Francia, Gran Bretagna, Grecia, Spagna, Turchia, e nelle Americhe. Fra il 1951 e il 1955 il giovane imprenditore completa la propria preparazione professionale presso gli uffici della Pirelli di Basilea, Bruxelles e Londra, passando poi a ricoprire i primi veri incarichi dirigenziali negli stabilimenti di Tivoli e di Milano Bicocca.
Nel 1956 diventa amministratore delegato e vicepresidente dell'azienda, assumendo poi, nel 1959, in seguito all'ictus che colpisce il padre, anche le residue responsabilità operative.
L'azienda di cui Pirelli assume la guida rappresenta in quel momento una delle principali imprese private italiane – la terza per fatturato, dietro Montedison e Fiat – con 76.000 dipendenti e oltre 80 stabilimenti produttivi nel mondo. Non mancano tuttavia i motivi di preoccupazione. Nel 1965 – anno in cui assume la carica di presidente – poco meno della metà del fatturato (il 45%) proviene dagli pneumatici, il 40% è prodotto dai cavi, mentre il restante 15% deriva dai prodotti in gomma per l'industria e il consumo. In questo stesso periodo il mercato internazionale degli pneumatici è pero soggetto a radicali cambiamenti. Da un lato, infatti, la competizione comincia ad assumere caratteri globali e le compagnie europee e americane si confrontano non solo entro i singoli mercati locali, ma a livello internazionale; dall'altro, esse cominciano a concorrere non solo sul piano commerciale, ma anche su quello degli investimenti diretti, per via della sempre più frequente diffusione di tariffe protettive all'entrata. La Pirelli si trova a dover competere, localmente, con multinazionali statunitensi come Firestone e Goodyear, che costruiscono impianti di produzione in Italia nel corso degli anni sessanta, anche se la concorrenza più pericolosa si dimostra quella rappresentata dalla francese Michelin, che riesce a strappare all'azienda italiana l'esclusiva della fornitura di pneumatici alla Fiat.
Alla fine degli anni sessanta, almeno per quanto riguarda l'Italia, si profila un ulteriore problema, quello rappresentato dall'elevato costo del lavoro. Pirelli è uno dei più decisi, tra gli imprenditori italiani, nel sottolineare l'aggravarsi del divario di competitività con le altre economie avanzate, arrivando nel 1967 a scrivere direttamente al presidente del Consiglio Aldo Moro per segnalare l'eccessivo peso assunto dagli oneri sociali sul totale delle retribuzioni. Eppure, di fronte al progressivo peggioramento delle relazioni industriali negli stabilimenti di Milano e Settimo Torinese, dove a partire dall'estate del 1968 le proteste operaie diventano sempre più accese, è lui stesso a spingere il consiglio di amministrazione della Pirelli - nel marzo 1969 - ad approvare un provvedimento unilaterale per accogliere alcune delle rivendicazioni operaie, fra cui la settimana lavorativa di cinque giorni per tutti i lavoratori e la riduzione dell'orario di lavoro settimanale a parità di retribuzione. Il provvedimento, noto come “decretone”, che rappresenta non solo una straordinaria apertura nei confronti dei lavoratori, ma anche una anomalia nel teso panorama sindacale italiano dell'“autunno caldo”, viene però respinto dai sindacati dei lavoratori, in quanto visto come un tentativo da parte della direzione aziendale di scavalcare le forze sindacali stesse.
La proposta del “decretone” del 1969, per quanto peculiare dell'azienda milanese e della particolare sensibilità di Pirelli, non è tuttavia completamente estemporanea, rappresentando in un certo senso la risposta che una parte delle grandi imprese italiane cerca di dare alle trasformazioni sociali indotte dagli elevati tassi di crescita industriale fatti segnare nel corso dei due decenni precedenti. Soprattutto, può essere interpretata come un tentativo di modificare quello che fino a quel momento era stato l'atteggiamento imprenditoriale di fronte al conflitto sindacale, e in particolare l'atteggiamento del maggiore organismo di rappresentanza degli imprenditori, la Confindustria: una posizione improntata alla più integrale chiusura e conservazione, che aveva caratterizzato la politica sindacale della Confederazione negli anni di Angelo Costa, rieletto presidente per la seconda volta nel 1966. In questi anni Pirelli si fa garante, in quanto membro della giunta confederale e, dal 1974, vicepresidente, di un movimento di giovani industriali che tenta di promuovere uno svecchiamento della struttura confindustriale e la sua trasformazione da organizzazione fornitrice di servizi in un soggetto politico capace di rappresentare gli interessi degli industriali davanti alle istituzioni e al movimento sindacale. Nella primavera del 1969 Pirelli diventa presidente di una commissione, che passa alla cronaca con il suo nome, incaricata dall'assemblea della Confindustria di formulare una proposta di riforma dell'associazione. La commissione, della quale fanno parte altri eredi di grandi famiglie industriali quali Gianni Agnelli e Roberto Olivetti, dopo alcuni mesi di lavoro pubblica, all'inizio del 1970, un documento – il cosiddetto Rapporto Pirelli – nel quale propone un ripensamento della struttura organizzativa della Confederazione, auspicandone una maggiore democraticità e la sua trasformazione da associazione di semplice coordinamento a sistema maggiormente integrato, in grado di dare soluzione al problema della rappresentanza politica e della rinnovata legittimazione della figura dell'imprenditore. Si tratta tuttavia di una proposta che fatica ad ottenere consenso fra la componente più tradizionale dell'imprenditoria italiana, e che rimane in gran parte non realizzata.
Pirelli trasferisce le idee maturate nell'ambito dei lavori della commissione alla propria attività imprenditoriale, convincendosi che la sfida determinante per l'economia italiana è costituita dalla modernizzazione delle strutture gestionali della grande impresa, per attrezzarla a reggere la prova con la concorrenza mondiale. Tale modernizzazione richiede tuttavia un aumento delle dimensioni produttive delle imprese italiane, per poter reggere il confronto con le grandi multinazionali americane ed europee. Conscio delle difficoltà che impediscono un ulteriore sviluppo dell'impresa per linee interne, Pirelli, per resistere alla crescente competizione internazionale nel mercato degli pneumatici, sceglie di intraprendere la strada delle alleanze con altre imprese europee. Dopo un fallito tentativo di stipulare una collaborazione tecnologica con la Michelin, nel 1965, il progetto sembra finalmente giungere a compimento all'inizio degli anni Settanta, quando la fusione con l'inglese Dunlop porta alla nascita di un gruppo multinazionale che gestisce 210 stabilimenti dislocati in cinque continenti, occupa circa 178.000 persone e realizza un fatturato totale di oltre 1.400 miliardi di lire. Il gruppo presenta sulla carta un buon livello di complementarità, in termini sia di prodotti offerti, che di distribuzione geografica delle proprie attività. Se infatti la Pirelli risulta maggiormente presente sui mercati europei e sudamericani, la Dunlop ha rilevanti attività negli Stati Uniti, in Asia e in Africa. L'elevato grado di complementarità non fa però della nuova entità, creata nell'estate del 1971, la Union Pirelli Dunlop, una realtà integrata. La decisione di mantenere distinte le due strutture gestionali originali non permette infatti di portare a compimento il processo di integrazione manageriale e produttiva. Il contesto economico, sociale e politico piuttosto turbolento in cui la componente italiana della Union si trova a operare nel corso degli anni settanta spinge poi la componente inglese a rifiutare il proprio sostegno al processo di risanamento finanziario intrapreso da Pirelli, svuotando a tutti gli effetti di significato l'accordo di fusione, che verrà infine ufficialmente sciolto nella primavera del 1980.
La dissoluzione della Union con la Dunlop riporta il gruppo milanese nella stessa posizione che alla fine degli anni sessanta l'aveva spinto a ricercare un'alleanza internazionale e, soprattutto, fa riemergere gli stessi problemi in termini di sottodimensionamento delle sue attività nel settore degli pneumatici. Le difficoltà che avevano impedito al merger di trovare piena realizzazione dimostrano l'impossibilità di creare un'alleanza internazionale senza mettere seriamente in discussione le strutture proprietarie, i modelli di governance e le pratiche manageriali delle imprese coinvolte. Viene alla luce soprattutto la grande difficoltà, per il rappresentante della terza generazione Pirelli, a conciliare il peso della tradizione di gestione familiare dell'impresa, di cui è portatore, con l'ambizione di modernizzatore delle strutture gestionali, che richiederebbe invece la cessione del controllo dell'impresa a un management dotato della necessaria autonomia e indipendenza.
L'11 marzo 1973 rimane gravemente ustionato nel corso di un grave tamponamento a catena avvenuto nella galleria Monte Castelletti dell'Autostrada A12 Genova - Sestri Levante, a Sori, in cui rimase gravissimamente ustionato anche il fratello Giovanni (esponente del Partito Socialista Italiano), che morì il 3 aprile successivo. L'Alfa Romeo Giulia 1300 dei fratelli Pirelli, ferma in coda, venne tamponata da una Fiat 128 e si incendiò. L'autista dei fratelli Pirelli, Aldo Nardi, riuscì ad uscire dall'Alfa negli istanti successivi all'incidente e ad estrarre i fratelli Pirelli dalla vettura in fiamme. Giovanni, rimasto qualche istante in più a bordo della vettura, riportò ustioni di terzo grado sul 70% del corpo.
Viene nominato Cavaliere del lavoro nel 1977.
Nella primavera 1990 Pirelli decide di effettuare un nuovo tentativo di acquisizione di uno dei principali concorrenti internazionali, in questo caso la Continental, iniziando ad acquistare, insieme ad altri soci, azioni dell'impresa tedesca in vista di una fusione. Nonostante l'operazione parta sotto i migliori auspici, la resistenza opposta dal management della Continental, che riesce a coalizzare contro il progetto i dipendenti dell'azienda e i principali gruppi automobilistici tedeschi, si rivela insuperabile. Il fallimento del tentativo di scalata segna l'inizio di una gravissima crisi finanziaria per la Pirelli, che oltre a sopportare i costi legali e finanziari dell'operazione, si era anche impegnata a indennizzare, qualora non si fosse arrivati a una fusione entro il 30 novembre 1991, gli investitori che l'avevano affiancata nel piano di acquisizione. Il costo complessivo della fallita operazione arriva così a toccare i 340 miliardi di lire, mentre il bilancio consolidato della Pirelli per il 1991 si chiude in rosso per 660 miliardi, con un indebitamento netto che supera i 4 miliardi di lire. Si rende necessario avviare immediatamente un processo di risanamento finanziario dell'azienda, imperniato su consistenti aumenti di capitale e sull'apertura di nuove linee di credito con un consorzio di istituti finanziari, fra cui spiccano Mediobanca e il Credito Italiano. Dal punto di vista industriale, la ristrutturazione produttiva del gruppo comporta una riduzione piuttosto rilevante del numero dei dipendenti, che nel caso del settore degli pneumatici passano dai 31.270 del gennaio 1991 a meno di 28.000 alla fine del 1992, oltre alla chiusura di numerosi impianti produttivi, fra cui lo storico stabilimento di Milano Bicocca.
Dopo aver avviato il processo di risanamento dell'azienda, Leopoldo Pirelli, che si era assunto la piena responsabilità per il fallimento dell'operazione Continental, lascia nel febbraio 1992 il ruolo di presidente esecutivo che aveva ricoperto per più di un quarto di secolo e cede la guida operativa dell'azienda al genero Marco Tronchetti Provera, già amministratore delegato. Il ritiro definitivo di Pirelli avviene nel 1999, con la rinuncia a tutte le cariche societarie.
Muore nella sua casa di Portofino all'inizio del 2007.

## Archivio
La documentazione prodotta da Leopoldo Pirelli nel corso della propria vita ed attività imprenditoriale è conservata presso le Industrie Pirelli Spa di Figline Valdarno nel fondo Pirelli Spa (1960 - ).